# Ce qu'il faut pour vivre
Ce qu'il faut pour vivre é um filme de drama canadense de 2008 dirigido e escrito por Benoît Pilon. Foi selecionado como representante do Canadá à edição do Oscar 2009, organizada pela Academia de Artes e Ciências Cinematográficas.

## Elenco
- Natar Ungalaaq - Tiivii
- Éveline Gélinas - Carole
- Paul-André Brasseur - Kaki
- Denis Bernard - Millaire
- Louise Marleau - Luce
- Antoine Bertrand - Roger
- Guy Thauvette - Dr. Montpetit
- Luc Proulx
- Vincent-Guillaume Otis - Joseph